# Rodmankanon

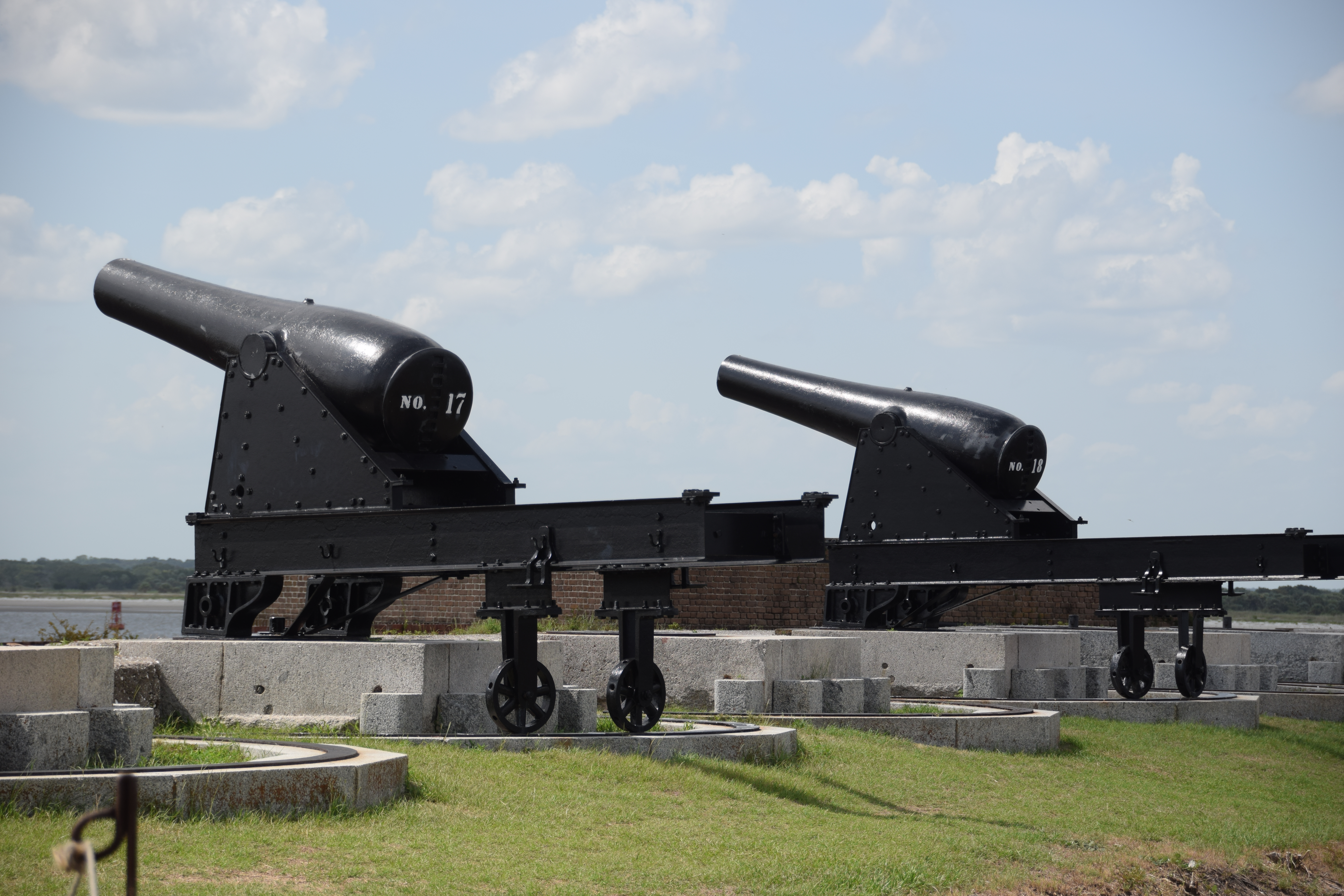
Rodmankanonnen van Fort Clinch in Florida

Het Rodmankanon was een groot kaliber kanon uit de periode van de Amerikaanse Burgeroorlog  ontwikkeld door Thomas Jackson Rodman. De kanonnen waren ontwikkeld als bewapening voor kustforten om vijandelijke schepen de toegang tot havens en andere strategische objecten te ontzeggen. De Rodmankanonnen waren uiterlijk identiek met uitzondering van het kaliber.

## Beschrijving
Traditioneel werden kanonnen massief gegoten en nadat ze waren afgekoeld werd de loop en het zundgat uitgeboord. Bij deze methode koelden de kanonnen van buiten naar binnen af. Dit had als belangrijk nadeel dat het ijzer niet homogeen stolde en scheurtjes konden optreden. Door deze onzuiverheden en scheurtjes nam de levensduur van een kanon af of kon het - in het ergste geval - ontploffen als een schot werd afgevuurd.

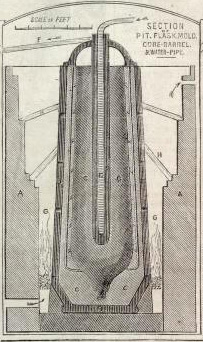
Tekening van het productieproces. In het centrum de waterkoeling in de loop, het kanon is omgeven door een oven om de afkoeling aan de buitenzijde te begeleiden.

Rodman (1815-1871) was in 1841 afgestudeerd op de militaire academie van Westpoint en was betrokken bij de ontwikkeling van nieuwe wapens. Vanaf 1844 begon hij een aantal experimenten met betrekking tot het gieten van grote kanonnen. Hij ontwikkelde de zogenoemde sifontechniek om de kanonnen van binnenuit te laten afkoelen. Een buis werd in het centrum van de gietvorm, de toekomstige loop, gestoken en na het gieten van het ijzer stroomde via een tweede concentrische buis koud water waardoor het centrum eerder afkoelde dan de buitenkant. De buitenkant van kanon werd verhit om daarmee het koelproces nog verder te beheersen. Eenmaal afgekoeld werd het kanon afgewerkt, de loop werd uitgeboord tot het juiste kaliber, de buitenkant glad gemaakt en voorzieningen getroffen om het kanon goed op het affuit te bevestigen.

## Productie

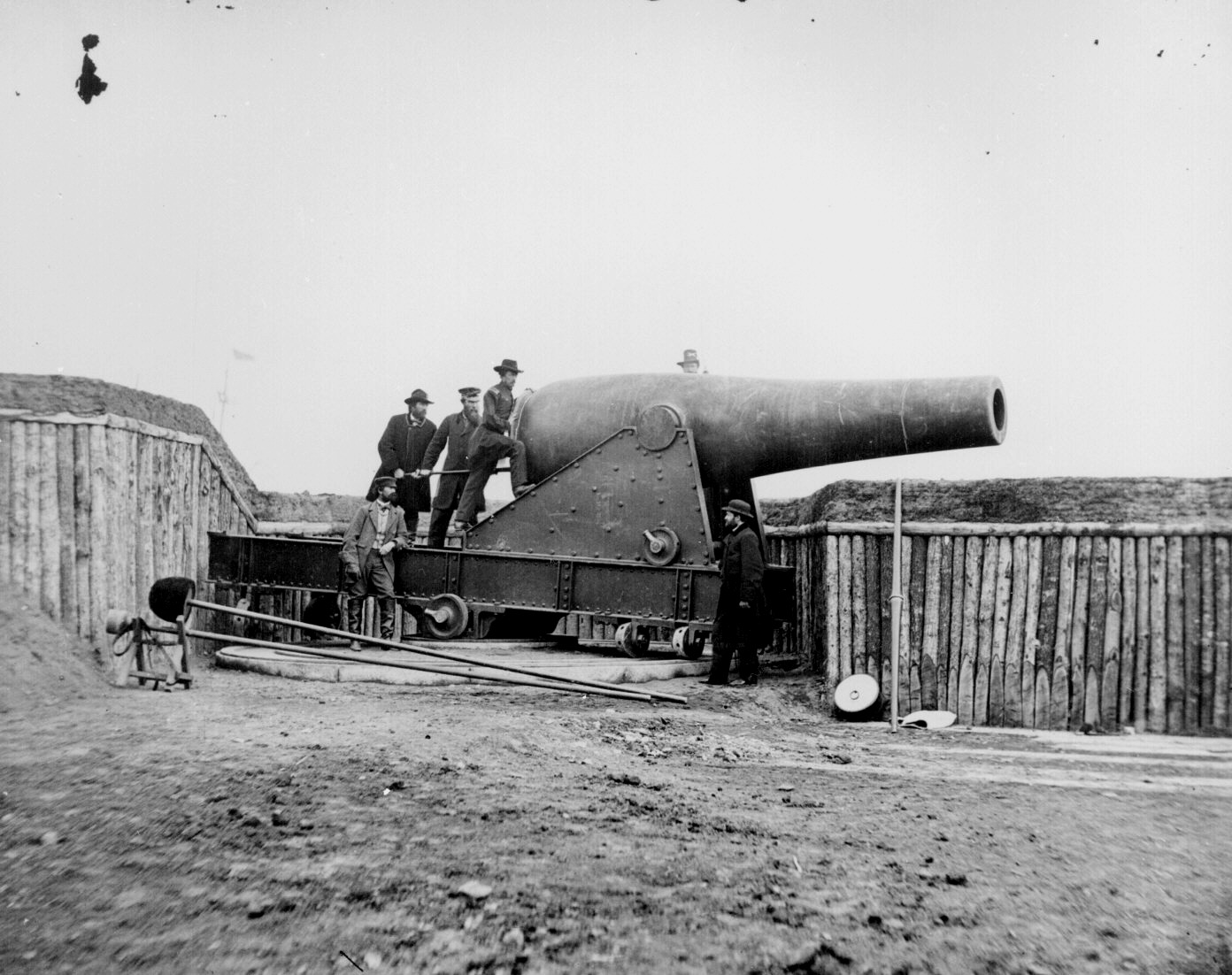
15-inch Rodmankanon bij Battery Rodgers ter bescherming van Washington DC
(ca. 1860), Mathew Brady

In 1860 gaf het leger opdracht om een 15-inch kanon te maken. Dit kanon werd in 1860 gegoten bij de Fort Pitt Foundry, een ijzergieterij in Pittsburgh. Het kreeg een gewicht van bijna 25 ton, was bijna 5 meter lang en had een diameter van 1,2 meter op het breedste punt. Het kanon werd naar Fort Monroe in Virginia verscheept en aan een testprogramma onderworpen. In maart 1861 verschoot het een granaat van zo’n 150 kilogram.
Een tweede belangrijke verbetering van Rodman was een betere verbranding van het buskruit. Door aanpassing van de kruitvorm aan het kaliber werd een groter rendement bereikt.
Fort Pitt en West Point Foundries kregen vervolgorders om 286 15 inch-kanonnen te maken, een kanon van 13 inch, 10 van 10 inch en tot slot 240 kanonnen met een kaliber van 8 inch. Drie kanonnen met een kaliber van 20 inch zijn gemaakt bij de Fort Pitt Foundry, waarvan twee voor het Amerikaanse leger en het derde exemplaar werd geëxporteerd naar Peru. In 1864 werd het eerste gegoten. Het laatste kanon had een gewicht van ruim 50 ton en was iets meer dan zes meter lang. Het krachtige kanon werd nauwelijks gebruikt, de zware granaten en het grote gewicht van het kanon en affuit maakte het geheel onhandelbaar.

## Beschrijving
Alle Rodmankanonnen hadden een identieke vorm, met uitzondering van het kaliber en daarmee de omvang van het kanon. Het was een voorlader, buskruit en granaat werden vanaf de voorzijde geladen. Ze hadden een gladde loop. Het grote kaliber maakte ze zeer geschikt om vijandelijke schepen te beschieten. De kanonnen werden vooral opgesteld in kustforten om vijandelijke schepen de toegang tot havens en baaien te ontzeggen. Het 20-inch kanon was groot genoeg om de eerste met ijzeren platen bekleedde schepen als het Britse HMS Warrior of het Franse La Gloire te vernietigen.

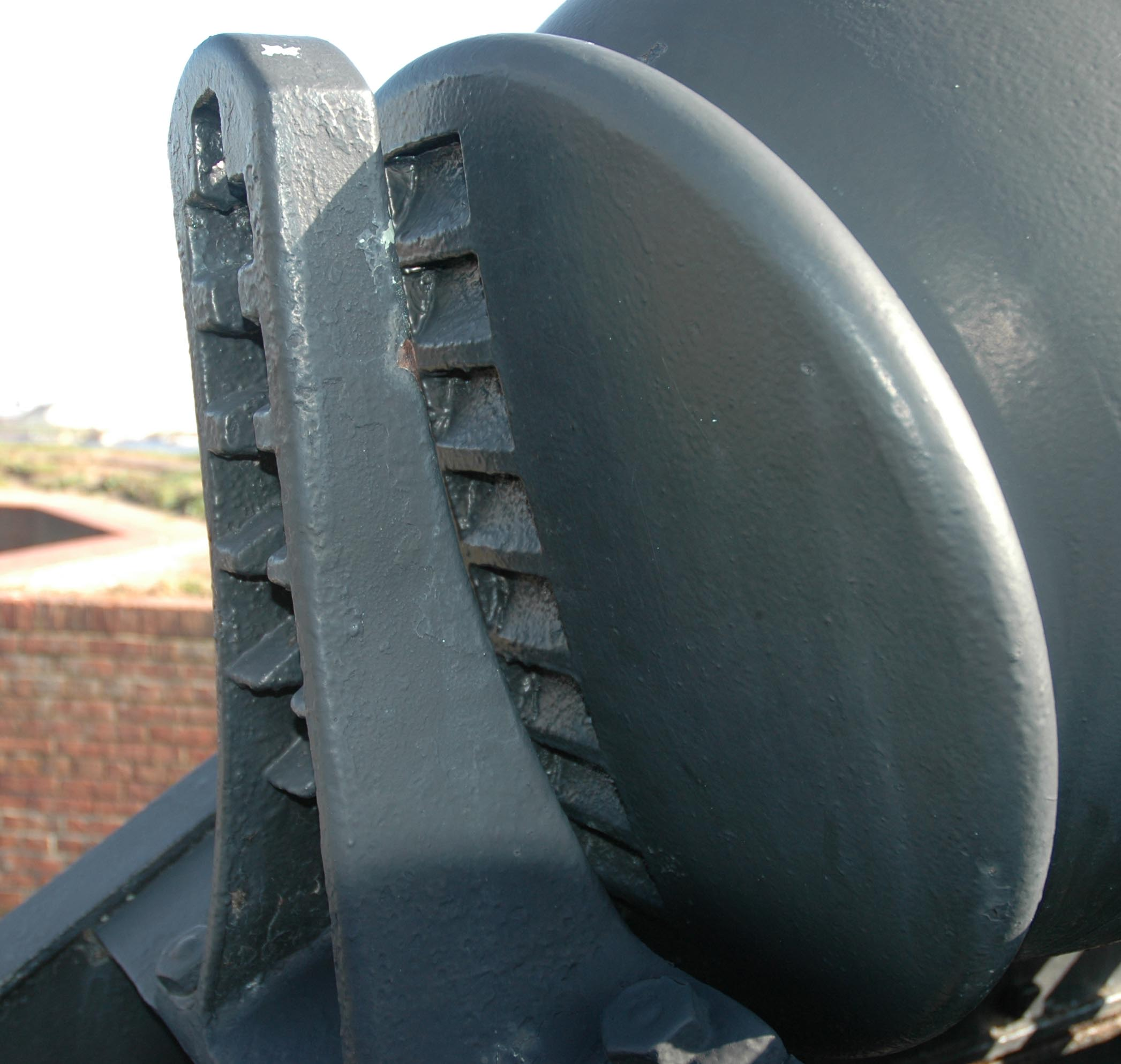
Groeven aan de achterzijde van het kanon om de elevatie te veranderen

De kanonnen waren zeer zwaar en alleen geschikt om op een vaste plaats te worden opgesteld. De loop lag op een affuit die verankerd was of aan de voorkant of in het midden. De terugslag werd deels opgevangen door een glijbaan en door de verankering. De elevatie van de loop kon worden aangepast om de dracht te reguleren en ook de richting van het kanon doordat het affuit draaibaar was.

## Inzet

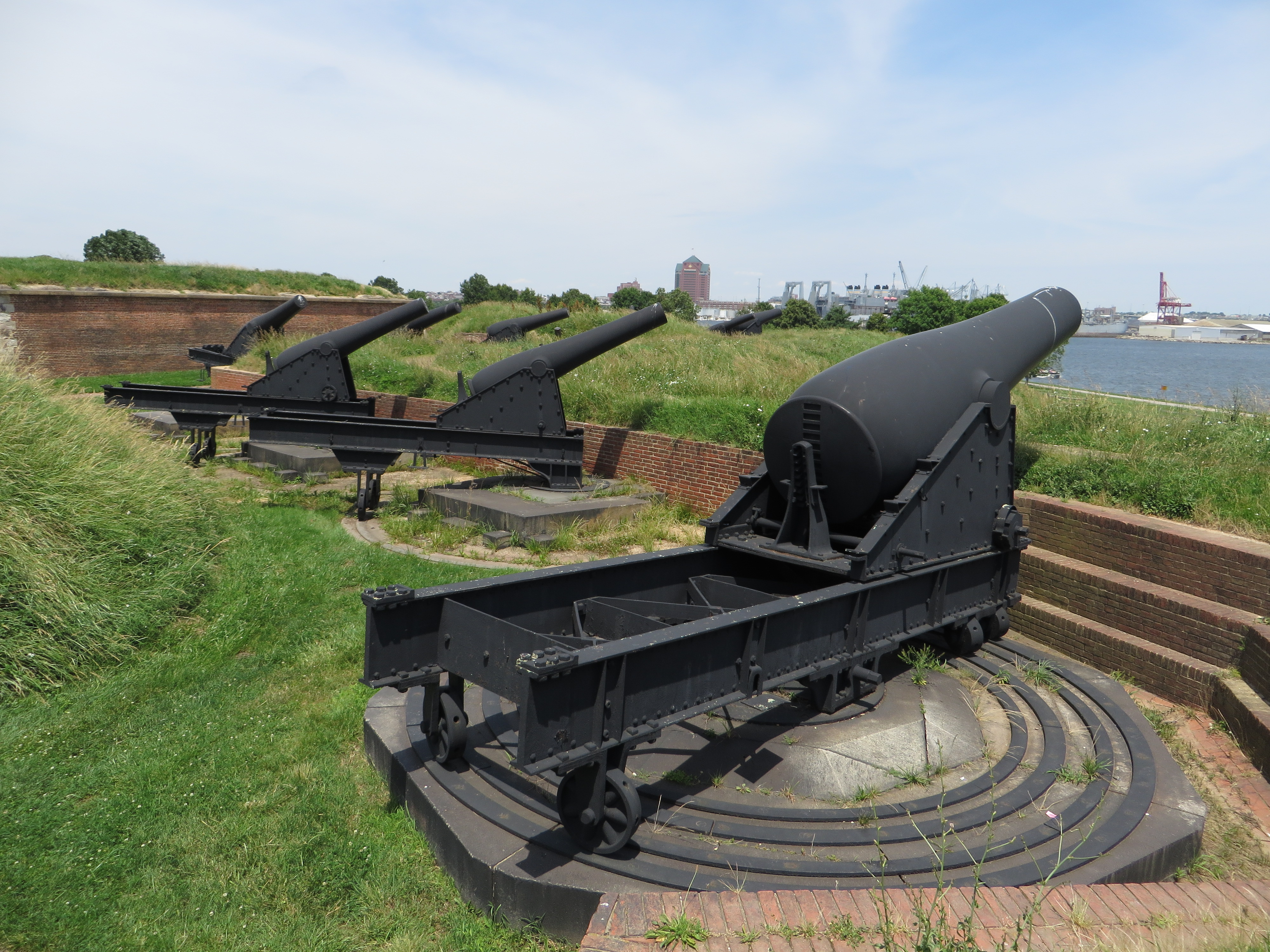
Rodmankanonnen in Fort McHenry in Maryland

De meeste van de Rodmankanonnen zijn gemaakt in de 60'er jaren van de 19e eeuw. In de decennia daarop werd de Verenigde Staten niet bedreigd door een vijandelijke marine en de kanonnen zijn nooit voor een aanval afgevuurd. Aan het einde van de 19e eeuw werden veel forten vernieuwd. De Rodmankanonnen waren verouderd mede door de technologische verandering, waaronder dikker pantser en marineschepen hadden geschut gekregen met een groter bereik. De Rodmankanonnen werden rond de eeuwwisseling buiten gebruik gesteld.
In veel Amerikaanse forten staan Rodmankannonen nog als museumexemplaren tentoongesteld. Fort McHenry in Baltimore en Fort Warren in Boston hebben exemplaren opgesteld.

## Naslagwerk
- (en)  Artillery Through the Ages: A Short Illustrated History of Cannon, Emphasizing Types Used in America. Auteur Albert Mancucy. Uitgeverij: Government Printing Office, Washington, D.C., 1955.